# Mariä Himmelfahrt in Feldkirchen
1. WEITERLEITUNG Mariä Himmelfahrt (Geisenhausen-Feldkirchen)